# ماردی
ماردی (به انگلیسی: Maerdy) یک منطقهٔ مسکونی در بریتانیا است که در روندا کنون تاو واقع شده‌است. ماردی ۳٬۱۶۰ نفر جمعیت دارد.